# János Aszódy
János Aszódy (n.16 octombrie 1908, Arad - d. 24 noiembrie 1976, București) a fost un scriitor, jurnalist, romancier maghiar din România, care a publicat în limbile maghiară și română.

## Biografia
Din 1926, a fost corespondentul local din Timișoara al publicațiilor Korunk, Független Újság și Brasói Lapok. A fost un luptător antifascist. Din 1945 a fost redactor-șef la Igazság, din 1947 la Viața Sindicală, iar din 1948 până în 1950 a fost șeful subdepartamentului maghiar de la Editurii de Stat pentru Literatură și Artă. Din 1952 a fost redactor-șef la Flacăra, iar din 1957 până în 1969 a fost redactor în București la Korunk. A scris articole de istorie politică, apărute în A Hét și alte periodice maghiare sau românești.

## Opere literare
- Így kezdődött... (Cum a izbucnit Primul Război Mondial), Timișoara, 1934;
- Petőfi, poetul domniei poporului, Editura de Stat, București, 1949;[4]
- Arabia Saudită și petrolul arab, Editura Științifică, București, 1956;
- Égő víz (Istoria petrolului), 1959;
- Láthatatlan ellenség (roman de aventuri), Editura Tineretului, București, 1962 și 1969);
- Pagini din istoria vitezei, Editura Științifică, București, 1967;
- Interpolul intră în acțiune, Editura Politică, București, 1968;
- Mercenarii iadului: Legiunea Străină (file din istoria colonialismului), Editura Politică, București, 1974.

## Studii critice și recenzii
- Dáné Tibor, Egy történelmi riport margójára, Korunk, 1976/4;
- Herédi Gusztáv-Bitay Ödön, Nekrológ, Korunk, 1976/12;
- Kovács András, Nekrológ, A Hét, 1976/48.